# Schoutedenius
Schoutedenius is een kevergeslacht uit de familie van de boktorren (Cerambycidae). De wetenschappelijke naam van het geslacht werd voor het eerst geldig gepubliceerd in 1954 door Breuning.

## Soorten
Schoutedenius omvat de volgende soorten:
- Schoutedenius albogriseus Breuning, 1954
- Schoutedenius gardneri Breuning, 1960